# Alphonso Davies
Alphonso Boyle Davies (født 2. november 2000) er en canadisk professionel fodboldspiller, som spiller for Bundesliga-klubben Bayern München og Canadas landshold.
Davies var den første spiller født i 2000'erne til at spille i en Major League Soccer-kamp. Davies kom til Bayern i januar 2019 fra MLS-holdet Vancouver Whitecaps FC og skrev kontrakt til 2023 for et daværende MLS-rekordgebyr.   Davies blev udnævnt til den bedste nye spiller i Bundesligaen i sæsonen 2019-20. 
I juni 2017 blev han den yngste spiller, der optrådte på det canadiske herrelandshold.  Davies scorede to mål i en CONCACAF Gold Cup- kamp mod Fransk Guyana i 2017 og blev dermed den yngste spiller, der scorede for det canadiske herrelandshold, den yngste til at score i CONCACAF Gold Cup og den første spiller, født i 2000'erne til at score i en international turnering på højeste niveau. 